# Цемзавод
Цемзавод (на руски: Цемзавод) е селище от градски тип в Русия, разположено в Сенгилеевски район, Уляновска област. Населението му към 1 януари 2018 година е 1044 души.